# Teckningsmuseet i Laholm
Teckningsmuseet i Laholm är ett svenskt kommunalt konstmuseum, som är Nordens enda renodlade teckningsmuseum. Museet ställer ut verk från den egna samlingen och har tillfälliga utställningar med samtida konstnärer. Den publika verksamheten innefattar även föreläsningar, konserter och pedagogik för skolor. På museets nedre plan ligger Laholms keramikmuseum.

## Historik
Initiativtagare till Teckningsmuseet var Böllerupakademin, som sedan 1985 samlat teckningar från svenska konstnärer. År 1992 bildades Stiftelsen Laholms Teckningsmuseum med en styrelse bestående av representanter från Böllerupakademin, Laholms kommun samt Länsmuseet Halmstad. Museet tilldelades lokaler på övervåningen i Laholms gamla rådhus och invigdes den 18 juni 1992.
År 2000 ändrade museet namn till Teckningsmuseet i Laholm, och sedan 2004 har samlingen utökats till att även gälla teckningar från nordiska konstnärer. I dagsläget (2023) innehåller museets samling över 22 000 teckningar, från 1700-talet och framåt, med betoning på konst från 1900-talet.
Museet flyttade den 3 mars 2007 in i ombyggda museilokaler i Laholms gamla brandstation vid Hästtorget i centrala Laholm. Från den 1 januari 2013 drivs Teckningsmuseet av Laholms kommun, och sedan april 2013 återfinns också Laholms turistbyrå i museets reception.
Under senare år har museet haft utställningar med bland annat Magnus Bard, Stina Wirsén, Lasse Åberg, Ann Böttcher och Sara Lundberg. 

## Samlingen
Teckningsmuseets samling omfattar mer än 22 000 teckningar, från 1700-talet och framåt. Utöver verk av framstående nordiska konstnärer finns här också tonårsteckningar från 1800-tal till nutid, vilket ger en unik överblick av den historiska teckningsundervisningen. I samlingen återfinns bland andra teckningar av Egron Lundgren ur den berömda sviten från Sepoyupproret 1858, från Ritarakademien på 1750-talet, samt av Halmstadgruppen, Oscar Cleve, Ragnar Sandberg, Cecilia Torudd, Jockum Nordström och Albert Engström. 
Stiftelsen Teckningsmuseet i Laholm äger museets samling, de flesta teckningarna har skänkts till museet av konstnärerna själva eller anhöriga till dessa.

## Laholms keramikmuseum
Laholmskeramik kallas den keramik som är tillverkad i Laholm med omnejd. Laholm är och har varit en av landets viktigaste krukmakarstäder. Sedan mars 2008 ligger Laholms keramikmuseum på Teckningsmuseets nedre plan. Där visas dels en fast utställning med keramik tillverkad i Laholm under 1900-talet och dels tillfälliga utställningar.